# Dionysosmosaik (Dion)

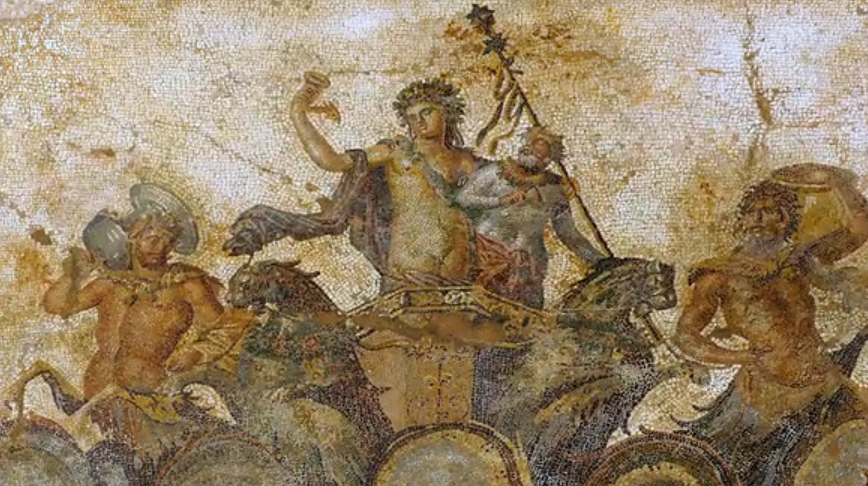
Zentraler Teil des Dionysosmosaiks

Das Dionysosmosaik ist das größte erhaltene Mosaik, das bisher bei Ausgrabungen in Dion gefunden wurde. Es datiert aus dem 2. oder 3. nachchristlichen Jahrhundert und zeigt die Epiphanie des triumphierenden Dionysos.

## Lage
Der antike Ort mit bedeutenden Ausgrabungen liegt etwas außerhalb des modernen Ortes Dion in der griechischen Region Zentralmakedonien in der Küstenebene am Fuß des Olymp, etwa 15 km von Katerini und etwa 17 km vom antiken Leibethra entfernt. Das Mosaik wird in einem separaten Gebäude, der Archäotheke, westlich des archäologischen Museums ausgestellt.

## Beschreibung

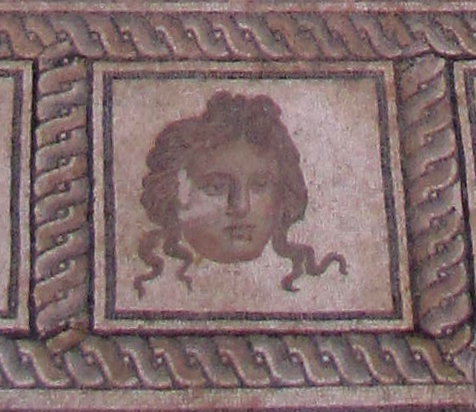
Dionysosmosaik Dionysos

Im Zentrum des großflächigen Mosaiks ist Dionysos in einem Wagen dargestellt. Neben ihm steht ein reifer Silenos der eher als Helfer des Gottes denn als Wagenlenker zu sehen ist. Der Wagen wird von zwei Panthern gezogen, zwei Kentauren (griechisch Κένταυρος Kentauros, Plural Κένταυροι Kentauroi) halten deren Zügel. Einer der beiden Kentauren ist ein reifer, bärtiger Mann der ein Gefäß (Krater) mit sich trägt das wahrscheinlich Wein enthält. Der andere Kentauer trägt auf seiner Schulter ein geschlossenes Gefäß in dem sich vermutlich die heiligen Symbole des Dionysos-Kults befinden. Der helle Hintergrund hebt die Figur des Dionysos hervor.
Der Mosaik Künstler nutzte Mosaiksteine (Tesserae) unterschiedlicher Größe und mehrerer dutzend Farbschattierungen um Details plastisch darzustellen. Er gab damit seinem Werk den Charakter eines Gemäldes. Sicherlich wurde er zu seinem Werk durch ein bedeutendes Hellenistisches Gemälde inspiriert.
Von hoher Qualität sind auch die Masken unter- und oberhalb des zentralen Mosaiks: drei an der östlichen und drei an der westlichen Seite.
Die mittlere der drei Masken der unteren (östlichen) Seite zeigt Dionysos mit langen Locken. Die Maske zu seiner Linken zeigt einen reifen Satyr mit einer Stupsnase.
Die Maske rechts von ihm zeigt einen Barbaren. Die Augen stechen hervor, sein Blick ist gesenkt. Wahrscheinlich handelt es sich um Lycurgos, König von Thrakien, und ein Feind des Dionysos. Er verfolgte den jungen Gott, der sich daraufhin ins Meer warf und von Thetis errettet wurde.
Die Masken oberhalb (westlich) des Dionysosmosaiks bilden zur Linken einen jungen Satyr und zur Rechten einen älteren Silenos ab. Die Maske dazwischen zeigt das Gesicht einer Frau mit blauen Augen und lockigem Haar. Hierbei handelt es sich eventuell um die Nymphe Thetis, die Retterin des Dionysos.
Das Kunstwerk wurde Anfang des 3. Jahrhunderts nach Chr. geschaffen. Das zentrale Mosaik, der Epiphanie des Dionysos, hat die Maße von 220 cm mal 150 cm; das gesamte Mosaik hat eine Grundfläche von rund 100 m².

## Ausgrabung
Im Sommer 1987 fanden Archäologen unter einer Erdschicht das bisher (die Grabungen dauern noch an) bedeutendste Mosaik der weiträumigen Ausgrabungsstätte. Geschützt durch die deckende Erdschicht ist es fast vollständig erhalten.
Selbstverständlich musste dieser wertvolle Fund geschützt werden. Da er der Öffentlichkeit zugänglich sein sollte, entschied man sich dafür, die Fundstelle, die „Villa des Dionysos“ genannt wurde, zu überdachen. Über 20 Jahre lang lag das Mosaik vor Menschen und Sonne geschützt unter einer Dachkonstruktion. Um das Werk von allen Seiten aus betrachten zu können, wurde ein Steg gebaut, auf dem Besucher es umrunden konnte. Das Dach half zwar gegen die Strahlen der Sonne, aber gegen Wasser und den allgemeinen Verfall war es machtlos. Von Jahr zu Jahr wurde der Zustand schlechter. Einzelne Mosaiksteinchen (Tessera) lösten sich vom Untergrund, Pflanzen wuchsen in den Ritzen. Es war nur eine Frage der Zeit, bis dieses über zwei Jahrtausende weitgehend intakt gebliebene Mosaik zerstört werden würde.

## Restaurierung

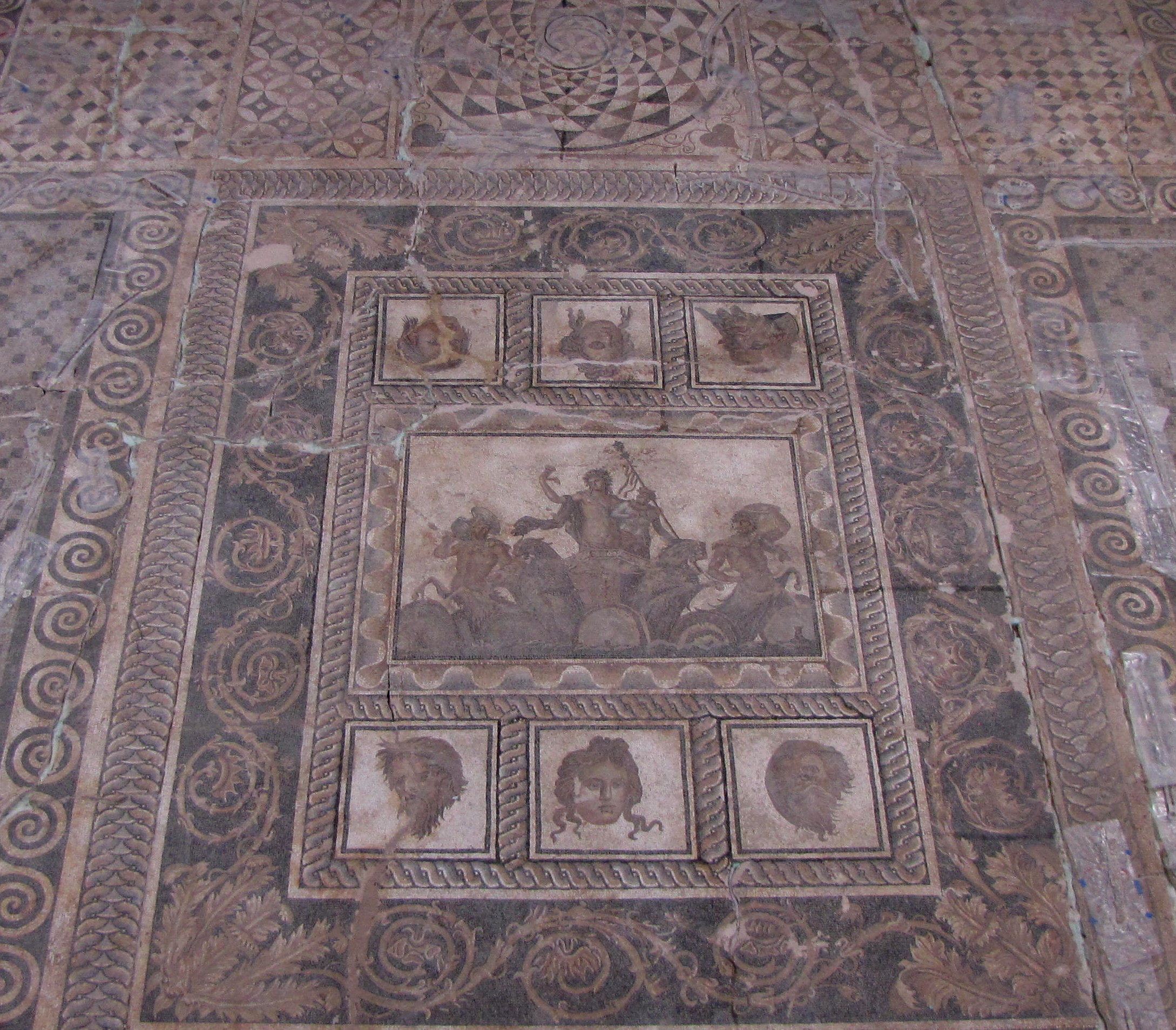
Arbeiten am Dionysosmosaik

Es wurde beschlossen, speziell für dieses Kunstwerk ein eigenes Gebäude zu erstellen. Es befindet sich direkt hinter dem Museum, westlich von ihm gelegen, und wurde auf den Namen Archaeothiki getauft. Nach Fertigstellung des Gebäudes musste das Mosaik aus der „Villa des Dionysos“ entfernt werden. Im Herbst 2015 begannen Konservatoren, Archäologen und Arbeiter mit diesem Projekt. Um das Mosaik in mehrere Teile zerlegen zu können, wurde an den beabsichtigten Trennlinien zunächst die Lage und Form der einzelnen Mosaiksteinchen aufgezeichnet. Danach wurden sie entfernt. Ein Spezialkleber und Textilbahnen wurden aufgebracht, um die verbleibenden Steinchen an ihrem Platz zu fixieren. Das Mosaik wurde in mehrere, transportable, Platten aufgeteilt. Danach mussten diese Platten vom Unterboden getrennt werden. Am Rand beginnend wurden mit langen Bohrern, dicht an dicht, Löcher in das Erdreich unter dem fixierten Objekt gebohrt. Mit flachen Stahlklingen, die in gewissen Abständen in die Löcher eingeschlagen wurden, trennten Fachleute das Mosaik vom Untergrund. Dann wurde es vorsichtig angehoben, um eine passende Stahlplatte darunter treiben zu können. Die Oberfläche versahen die Helfer mit einer Holzplatte. Mit mehreren Gurtspannern wurden die Platten (Stahlplatte und Holzplatte) gegeneinander fixiert, so dass beim Transport keinerlei Bewegung möglich war. Über eine Rampe gelangten die bis zu 500 kg schweren Teilstücke auf einen Anhänger und wurden zur Archaeothiki transportiert.
Zwischenzeitlich wurde in der Archaeothiki ein präzises Abbild des gesamten Mosaiks auf dem Boden ausgebreitet. Es wurde im Maßstab 1:1 gefertigt, um den Restauratoren den Platz für jedes Einzelteil anzuzeigen. Um die Mosaiksteine zu stabilisieren, wurde im nächsten Schritt die Trägerschicht unter dem Mosaik entfernt und durch Mörtel ersetzt. Mit Dampf lösten die Konservatoren den Spezialkleber und entfernten die aufgeklebten Schutzmaterialien.